# Тинерфе
Тинерфе Великий (исп. Tinerfe El Grande) — легендарный гуанчский менсей (правитель) острова Тенерифе (Канарские острова, Испания).

## История
По приблизительным оценкам, время его жизни пришлось на конец XIV века, примерно за сто лет до окончательного завоевания Канарских островов Испанией. Как и предшествующие менсеи, Тинерфе жил в Адехе. Во времена его долгого правления остров достиг процветания.
После смерти правителя его сыновья разделили остров на уделы.

## Семья
Менсей по имени Сунта был отцом Тинерфе.
У него самого было девять законных сыновей (Акаймо, Атбитокаспе, Атгуаксонья, Бенечаро, Бетценуйя, Каконаймо, Чинканайро, Румен, Тегесте) и один внебрачный (Агуауко), которые ему наследовали.

## Имя
Первым автором, назвавшим Tinerfe последнего верховного правителя Тенерифе, был Антонио де Виана в своей исторической поэме исп. «Antigüedades de las Islas Afortunadas», опубликованной в 1604 году, хотя многие современные историки считают это имя выдумкой поэта.
Испанские историки XVII века, такие как Хуан Нуньес де ла Пенья и Томас Ариас Марин де Кубас, утверждали, что название острова Тенерифе могло произойти от Тинерфе.
В более поздних источниках Тинерфе упоминается как Thinerfe и Thynarf.